# Navia mosaica
Navia mosaica är en gräsväxtart som beskrevs av Bruce K. Holst. Navia mosaica ingår i släktet Navia och familjen Bromeliaceae. Inga underarter finns listade i Catalogue of Life.